# Helmut Hutzelmann
Helmut Hutzelmann (* 18. Februar 1943 in Nürnberg; † 16. Juli 1993) war ein deutscher Politiker, Landrat des Landkreises Roth und Mitglied des Präsidium des Bayerischen Landkreistages.

## Werdegang
Er studierte zwischen 1963 und 1968 die Rechtswissenschaften in Erlangen und München. Ab 1972 war er juristischer Staatsbeamter im Landratsamt Roth. 1977 wechselte er zur Regierung von Mittelfranken. Nach dem Tod 1978 von Ignaz Greiner wurde er vom Kreisverband der CSU als Landratskandidat aufgestellt. Er gewann die Wahl am 21. Januar 1979 mit 64 Prozent. 1984 wurde er mit 89,5 Prozent und 1990 mit 96 Prozent wiedergewählt.
Während seiner Amtszeit wurde die Berufsschule Roth gebaut und das Gymnasium Hilpoltstein erweitert. Er rief die Landkreis-Spendenaktion Jeder Bürger eine Mark ins Leben.
1993 starb er plötzlich an einem Herzinfarkt und wurde auf dem Heidecker Friedhof beigesetzt.